# Hydrotermal öppning

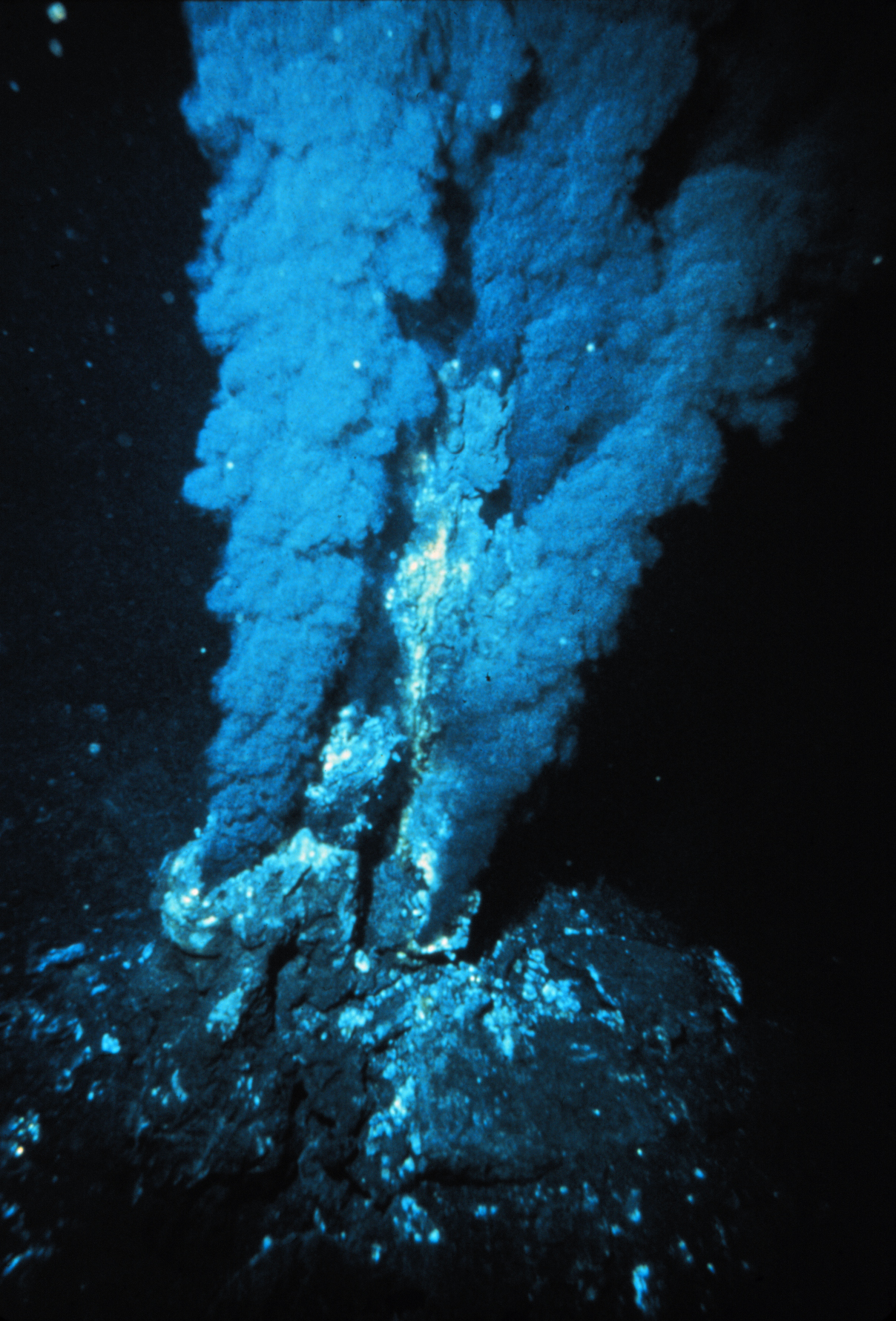
"Black smokers" i Atlanten

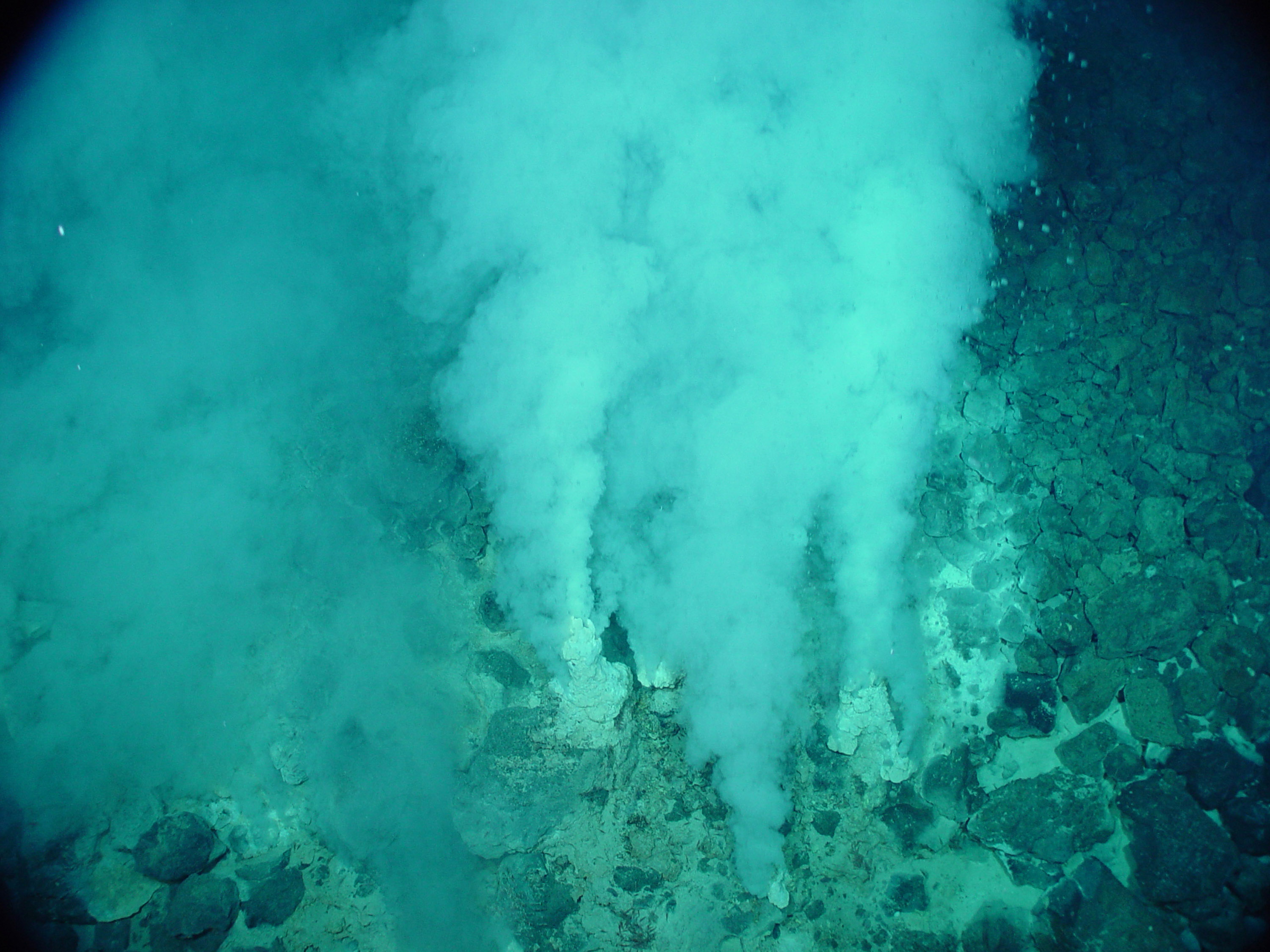
"White Smokers"

Hydrotermala öppningar även kallade hydrotermiska öppningar eller hydrotermiska källor är öppningar i havsbottnen där det strömmar ut hett vatten blandat med mineraler och metaller. De kan befinna sig på ett djup av omkring 4 km under vattenytan, dit solens ljus inte når.
De kan hittas på och omkring både Mittatlantiska ryggen och Stillahavsryggen och även i Röda havet, Indiska oceanen, Medelhavet och östra Stilla havet. Samtliga dessa platser är geologiskt aktiva på grund av att tektoniska plattor här glider ifrån eller mot varandra.
Vattnet kan ha en temperatur på upp till 400 °C (alltså långt över 100 °C, den temperatur vid vilken vatten kokar och bildar vattenånga vid normalt tryck). Det är magma som finns under havsbottnen som värmt upp vattnet efter att det har trängt ner genom sprickor i jordskorpan. Under hydrotermiska källor finns magmakammaren ungefär 1,5–3 km under havsbottnen, vilket kan jämföras med normala 5–10 km.
Mineralen svavel samt metaller som zink, guld, bly, järn och koppar finns i det utströmmande vattnet. När detta vatten möter det kallare havsvattnet kan dessa fällas ut och bilda skorstensliknande strukturer kring öppningarna. Dessa "skorstenar" kan få en höjd på upp till 50 meter. De flesta av de högsta skorstenarna finns i Stilla havet på grund av att havsbottnen dras isär snabbare där än i Atlanten, vilket gör att vattnet ur dessa öppningar strömmar snabbare. I Atlanten tar det längre tid för ämnerna att tränga ut, vilket gör dessa skorstenar lägre men vidare än de i Stilla havet.
Det lättaste sättet att hitta de hydrotermala öppningarna är att skicka ner sonder i havet som kan mäta temperatur, och med hjälp av sonderna leta efter de stråk av vatten som blivit uppvärmda av de hydrotermala öppningarna.

## Historia
År 1977 upptäcktes de hydrotermala öppningarna i den Mittatlantiska ryggen. Det djuphavsfartyg man använde vid detta tillfälle kallas  Alvin.

## Olika typer av hydrotermala öppningar

### Black smokers
Black smokers, även kallade svarta skorstenar, är hydrotermala öppningar djupt under havsnivån där mörkfärgat och sulfidrikt vatten på vanligtvis 300–400 °C kommer ut ur öppningarna i havsbottnen. De förekommer vid en oceanisk spridningszons centrala rift. I vattnet finns även lösta tungmetaller som järn, zink, koppar och bly. Vattnet har blivit uppvärmt av magma efter att det runnit ner genom bergsryggen. Kring källorna bildas skorstensliknande formationer uppbyggda av mineraler som bland annat svavel. Vattnet som strömmar ut har ett lågt pH-värde och låg redoxpotential jämfört med vanligt havsvatten.

### White smokers
Från White Smokers är de utströmmande hydrotermala lösningarna istället vitfärgade. White smokers befinner sig längre från de oceaniska spridningszonerna än de svarta. Vattnet från White Smokers är 260–300 °C och därmed kallare än det som kommer från Black Smokers.

### Alkaliska öppningar
Det finns också öppningar som vid lägre temperatur (80–90 °C) släpper ut alkaliskt vatten där det byggs upp liknande skorstenar av olika karbonater. Dessa öppningar släpper inte ut vatten fyllt av partiklar utan klart vatten. I dessa källorna har till skillnad från i black och white smokers inte direkt kontakt med vulkanisk berggrund. Ett känt fält med sådana öppningar finns i Lost city. Det har spekulerats om att sådana källor kan ha varit där livet uppkom.

## Djurliv
Över 95% av djuren som man hittat vid de hydrotermala öppningarna var tidigare okända för forskarna. Faunan utgörs av till exempel ollonmaskar, krabbor, blinda räkor, tånglakefiskar, havsborstmaskar (Alvinella och skäggmaskar), bläckfiskar, havsanemoner och trollhumrar

## Bakterier

### Kemosyntetiserande bakterier
Kring de hydrotermala öppningarna hittar man bakterier som använder kemosyntes. För att överleva och föröka sig använder de sig av den värmeenergi som kommer från jordens inre – den geotermiska energin. Och det är de hydrotermala öppningarna som ger dem tillgång till denna energi. Svavelväte (H2S) som kommer från de hydrotermala källorna är nyckelingrediensen i dessa bakteriers kemosyntes. Svavelvätet bildas när havsvattnet reagerar med sulfat i sten under havsbottnen och är giftig för de flesta levande varelser. Det är först efter att bakterier har bundit den geotermiska energin som den kan användas av andra varelser kring öppningarna.

### Fotosyntetiserande bakterier
Hydrotermala öppningar strålar ljus via svartkroppsstrålning som vissa bakterier kan använda. Man har funnit fotosyntetiserande bakterier som utnyttjar fotosyntes genom att utnyttja det svaga ljuset som kommer från hydrotermala öppningar. Dessa bakterier tillhör de gröna svavelbakterierna och är anaeroba. Man hittade dessa bakterier utanför hydrotermala öppningar på ett djup på nästan 2 400 meter utanför Mexikos kust i Stilla havet. Bakterierna lever i det smala området mellan det utströmmande 300-gradiga vattnet och det omgivande 2-gradiga vattnet. Bakterierna som lever där har för närvarande världsrekord i att mest effektivt kunna tillgodogöra sig ljus då det är mycket svagt ljus som strålas från de hydrotermala öppningarna. Eftersom solljus endast kan nå ner till ett djup på mellan 100 och 200 meter i havet så måste ljuset bakterierna använder komma från de hydrotermala öppningarna i deras närhet.